# Teddy Napoleon
Teddy George Napoleon (* als George Napoli, 23. Januar 1914 in Brooklyn; † 5. Juli 1964 in Elmhurst, New Jersey) war ein US-amerikanischer Pianist des Swing.
Teddy Napoleon war ein Neffe des Trompeters Phil Napoleon und der ältere Bruder des Pianisten Marty Napoleon. 1933 hatte er sein Debüt mit Lee Castle (Castaldo) in einem chinesischen Restaurant und arbeitete dann drei Jahre mit der Band Tommy Tompkins. Danach war er Freelancer in New York und spielte in Clubs der 52. Street mit der Sande Williams Society Band. Er spielte mit den Bigbands von Johnny Messner und Bob Chester und war ab 1944 bei Gene Krupa and His Orchestra. Er blieb bei Krupa mit Unterbrechungen bis 1958 und spielte mit ihm auch in den Trio-Besetzungen, zum Beispiel in den 1940ern mit Charlie Ventura und auf den Jazz at the Philharmonic Konzerten. 1952 ging er mit dem Trio von Krupa nach Japan und Schweden und 1954 nach Australien. 1955 spielte er mit seinem Bruder Marty.
Daneben spielte er auch mit Flip Phillips, Bill Harris und Eddie Shu. 1959 zog er nach Florida (North Miami), wo er sein eigenes Trio leitete und auch mit Phillips und Harris spielte. Neben Krupa nahm er unter anderem mit Sam Donahue, Lionel Hampton, Mel Tormé, Neal Hefti auf, aber nie unter eigenem Namen. Nach Scott Yanow war sein Haupteinfluss Teddy Wilson, Napoleon selbst gab Oscar Peterson als Vorbild an.

## Verweise
1. ↑  um 1960, für die Encyclopedia of Jazz von Leonard Feather

| Personendaten    | Personendaten                                                             |
| ---------------- | ------------------------------------------------------------------------- |
| NAME             | Napoleon, Teddy                                                           |
| ALTERNATIVNAMEN  | Napoleon, Teddy George (vollständiger Name); Napoli, George (Geburtsname) |
| KURZBESCHREIBUNG | US-amerikanischer Jazz-Pianist                                            |
| GEBURTSDATUM     | 23. Januar 1914                                                           |
| GEBURTSORT       | Brooklyn                                                                  |
| STERBEDATUM      | 5. Juli 1964                                                              |
| STERBEORT        | Elmhurst                                                                  |